# Абрамов Олександр Абрамович
Олександр Абрамович Абрамов (справжнє прізвище Рабинович; 1913—2002) — радянський і російський кінорежисер, режисер дубляжу, сценарист.

## Біографія
Народився 8 листопада 1913 року в місті Рославль. Брат кінорежисера Іллі Абрамовича Фреза. Старший брат Григорій Абрамович Рабинович (сценічне ім'я Цві Рафаель, 1898—1984) у 1918—1924 роках був актором єврейського театру «Габіма», а пізніше — кіноактором в Ізраїлі.
У 1936—1939 роках навчався в Ленінградському інституті інженерів промислового будівництва, а потім, у 1939—1942 роках — на режисерському факультеті Ленінградського театрального інституту. У 1944 році закінчив режисерський факультет ВДІКу.
Починав свою кар’єру в кіно як асистент режисера, другий режисер і режисер дубляжу на таких кіностудіях, як «Узбекфільм», «Ленфільм», а також на Ленінградській студії кінохроніки. З 1953 року працював режисером на кіностудії «Ленфільм», де створював свої фільми.
Був автором і співавтором сценаріїв до деяких своїх робіт. У останні роки життя займався як дубляжем, так і відновленням фільмів.
Помер у 2002 році.

## Фільмографія

### Режисер
- 1958 — Відьма
- 1960 — Додому
- 1965 — Аварія (спільно з Н. Бірманом)
- 1969 — Поряд з другом

### Сценарист
- 1957 — Сторінки минулого
- 1958 — Відьма
- 1960 — Десять кроків на Схід
- 1969 — Поряд з другом

### Режисер дубляжу
- 1973 — Гарна справа / La belle affaire
- 1973 — Надзвичайний / Le Magnifique
- 1973 — Японія потопає / Nippon chinbotsu
- 1975 — Останній постріл / La polizia accusa: il Servizio Segreto uccide
- 1975 — Готель «Пацифік» / Dvojí svět hotelu Pacifik
- 1976 — Синій птах / The Blue Bird
- 1976 — Присвячується Стеллі / Dedicato a una stella
- 1978 — Гонорар за зраду / La mazzetta
- 1979 — Арабські пригоди / Arabian Adventure
- 1982 — Дорогою страждань та гніву / Drumul oaselor
- 1983 — Марвін і Тайг / Marvin & Tige
- 1984 — Міне / Mine